# Tapiraí kommun, São Paulo
Tapiraí är en kommun i Brasilien.   Den ligger i delstaten São Paulo, i den sydöstra delen av landet, 900 km söder om huvudstaden Brasília. Antalet invånare är 8 015.
Följande samhällen finns i Tapiraí:
- Tapiraí

I omgivningarna runt Tapiraí växer i huvudsak städsegrön lövskog. Runt Tapiraí är det ganska glesbefolkat, med 22 invånare per kvadratkilometer.